# Deserció baixista
Deserció baixista (en anglès: Bearish Breakaway) és un patró d'espelmes japoneses format per cinc espelmes que indica un possible esgotament o canvi de tendència alcista; rep aquesta denominació perquè la darrera espelma negra evidencia que la tendència alcista s'ha esgotat.

## Criteri de reconeixement
1. La tendència prèvia és alcista.
2. Es forma un gran espelma blanca en consonància amb la tendència alcista.
3. El segon s'obre amb gap alcista i es forma una petita espelma blanca
4. El tercer i el quart dia es continua amb tendència alcista amb tancaments superiors cada cop menors. (la tercer espelma inclús pot ser negra)
5. Finalment el cinquè dia es forma una espelma negra amb tancament inferior a l'anterior i enmig del gap alcista del segon dia.

## Explicació
En un context de tendència alcista perllongada s'observa un gap a l'alça; així i tot però, els tres tancaments subsegüents són cada cop menors i finalment es produeix una espelma negra que evidencia el deteriorament de la força compradora al tancar per dessota de l'obertura dels tres dies anteriors enmig del gap alcista. El fet que el gap alcista no s'hagi acabat d'omplir alerta que el sisè dia es pot produir aquest fet i confirmar un canvi de tendència.

## Factors importants
El patró del volum que acompanya aquest patró d'espelmes acostuma a mostrar una reducció progressiva fins a arribar a l'espelma negra, quan es dispara. Es recomana esperar a la confirmació al sisè dia següent en forma gap baixita, un trencament de tendència, o sinó en forma d'espelma negra amb tancament inferior, millar si ho fa per sota de la meitat de la primera espelma blanca.